# 香港フットボールクラブ球技場
香港フットボールクラブ球技場（ホンコンフットボールクラブきゅうぎじょう、繁体字：香港足球會球場、英語: Hong Kong Football Club Stadium）は、香港湾仔区の跑馬地競馬場内にある球技専用スタジアム。施設は香港FCが所有し管理運営も行う。
香港プレミアリーグ（香港超級リーグ）に加盟する香港FCのホームスタジアムとして知られるほか、ラグビーなどの試合も開催される。略称は香港FCスタジアム、港会球技場（港會場）。

## 歴史
香港FC成立時には既にあり、元々は跑馬地競馬場に隣接した場所にあった。港会球技場の最初の公式戦は1886年2月16日に行われた港会対英軍のラグビーの試合であった。初のサッカーの試合は同年3月16日に行われた港会対工程の試合である。
戦前には香港甲組サッカーリーグの試合が港会球技場で開催されることも少なくなかった。
- 1995年：跑馬地競馬場の拡張工事に伴い香港フットボールクラブ球技場は取り壊しとなり、競馬場内に移転した。
- 2002年：ピッチが芳しくない状態であることを考慮し香港FC3,000万港元を出資し、スタジアムのピッチを天然芝から人工芝へ改修した。
- 2010年6月：香港FCはサッカーチームの甲組昇格に備えて同年7月より3代目となる人工芝への張替え工事をすることに決定した[1]。

## 注・出典
1. ↑  大公網 - 港聯賽杯有望復辦 2011年10月31日閲覧